# Tino Pattiera
Tino Pattiera (Ragusa Vecchia, 27 giugno 1890 – Ragusa Vecchia, 24 aprile 1966) è stato un tenore dalmata di etnia italiana.

## Biografia
Tenore dalla bella voce di lirico spinto, centri pieni e ottimo smalto, iniziò a studiare canto a Dresda nel 1913, dove conobbe il suo grande amico e collega, il tenore Richard Tauber. Debuttò nel 1915 a Dresda ne Il flauto magico di Mozart. Nello stesso anno si esibì sempre nella città tedesca nel ruolo di Manrico ne Il trovatore di Verdi. Ebbe un ruolo importante nella riscoperta delle opere di Giuseppe Verdi in Germania negli anni venti. La sua carriera si svolse soprattutto nei principali teatri dell'area germanica e mitteleuropea: non cantò mai in Italia. Il suo repertorio comprendeva anche un discreto numero di operette, dove ottenne significativi successi. Tra il 1916 e il 1928 incise numerosi brani d'opera, duetti con il soprano Meta Seinemeyer, arie da camera e canzoni. 
Per il suo aspetto elegante fu un interessante attore, interpretò alcuni film: Fra Diavolo (1931) e Eine Nacht in Venedig del 1934. Nel 1929, si sposò con l'attrice tedesca Erika von Thellmann; il matrimonio finì con il divorzio. 
Dopo il ritiro dalle scene insegnò canto a Praga e a Vienna.

## Repertorio
- Giacomo Puccini
  - Tosca (Mario Cavaradossi)
  - La bohème (Rodolfo)
  - Manon Lescaut (Des Grieux)
  - Turandot (Calaf)
- Umberto Giordano
  - Andrea Chénier (Andrea Chénier)
- Giuseppe Verdi
  - La forza del destino (Alvaro)
  - Otello (Otello)
  - La traviata (Alfredo Germont)
  - Rigoletto (Duca di Mantova)
  - Aida (Radames)
  - Un ballo in maschera (Riccardo)
- Giacomo Meyerbeer
  - Les Huguenots (Raoul)
  - L'Africaine (Vasco de Gama)
- Ruggero Leoncavallo
  - Pagliacci (Canio)
- Pietro Mascagni
  - Cavalleria rusticana (Turiddu)
- Amilcare Ponchielli
  - La Gioconda (Enzo Grimaldo)
- Richard Strauss
  - Ariadne auf Naxos (Bacco)
- Pëtr Il'ič Čajkovskij
  - La dama di picche (Hermann)
- Georges Bizet
  - Carmen (Don Josè)
- Richard Wagner
  - Lohengrin (Lohengrin)
  - Tannhäuser (Tannhäuser)

## Filmografia
- Fra Diavolo, regia di Mario Bonnard (1931)
- Eine Nacht in Venedig, regia di Robert Wiene (1934)